# Pitcairnia marnier-lapostollei
Pitcairnia marnier-lapostollei är en gräsväxtart som beskrevs av Lyman Bradford Smith. Pitcairnia marnier-lapostollei ingår i släktet Pitcairnia och familjen Bromeliaceae.
Artens utbredningsområde är Peru. Inga underarter finns listade i Catalogue of Life.